# Heinrich von Goßler
Heinrich Wilhelm Martin von Goßler, né le 29 septembre 1841 à Weißenfels et mort le 10 janvier 1927 à Berlin-Wilmersdorf, est un militaire et ministre de la Guerre prussien.
Il participe à la guerre austro-prussienne et à la guerre franco-allemande de 1870.

## Biographie

### Origine
Il est issu de la famille noble de Goßler, probablement originaire de Gosel dans l'Egerland et immigrée à Gürth avant 1630. Heinrich est le fils du chancelier (équivalent à un ministre provincial de la justice) de la province de Prusse Karl Gustav von Goßler (1810-1885), syndic de la Couronne et président de la cour d'appel provinciale de Königsberg et de son épouse Sophie, née von Mühler (1816-1877). Elle est la fille du ministre de la Justice Heinrich Gottlob von Mühler (1780-1857). Il a trois frères: Gustav (1838-1902), ministre d'État prussien et haut président de la province de Prusse-Occidentale, Konrad (1848-1933), général d'infanterie prussien et Wilhelm (de) (1850-1928), lieutenant général prussien.
Il rencontre Theodor Fontane vers 1855.

### Carrière militaire
Après son éducation dans la maison de ses parents, Goßler est diplômé des lycées de Potsdam et Königsberg. Puis il rejoint le 15 mars 1860  dans le 1er régiment de grenadiers de l'armée prussienne en tant que volontaire de trois ans. Il y est promu sous-lieutenant le 23 juillet 1861. En tant que tel, Goßler est adjudant du bataillon du 1er octobre 1864 au 14 novembre 1866, il participe à la bataille de Langensalza et aux batailles d'Hundheim et Roßbrunn pendant la guerre austro-prussienne. Après l'accord de paix, Goßler est diplômé de l'Académie de guerre pendant trois ans et est  entre-temps transféré au 95e régiment d'infanterie (de) et le 9 janvier 1868, il est promu premier lieutenant.
En tant que chef de peloton de la 12e compagnie, il prend part à la guerre contre la France en 1870/71 et est grièvement blessée à la bataille de Frœschwiller-Wœrth. À la fin de 1870, il retourne au régiment et prend en charge la 6e compagnie. Dans la bataille d'Orléans, il est légèrement blessé et reçoit la Croix de fer de 2e classe 
En juillet 1871, il est affecté au ministère de la Guerre pour servir en tant que capitaine. En octobre 1872, il est transféré au département de la division de l'armée. Par la suite, jusqu'en 1878, il commande la 6e compagnie du 2e régiment de grenadiers à Stettin et est ensuite réaffecté au ministère de la guerre dans le département des affaires de l'armée. Ici, il est ensuite nommé membre de la commission d'examen principale. Nommé chef de département au ministère de la Guerre en 1885, il est promu lieutenant-colonel la même année.
Après avoir été promu colonel en 1888, il est nommé commandant de la 3e régiment à pied de la Garde. En 1891, Goßler est promu major général et en tant que tel commandant de la 43e brigade d'infanterie nommée à Cassel. En octobre 1891, il est nommé directeur du Département général de la guerre du ministère de la Guerre, membre de la Commission de la défense nationale, plénipotentiaire adjoint au Conseil fédéral, président de la Commission impériale des rayons (de) et membre de la cour disciplinaire impériale (de).
En 1895, Goßler est transféré à Darmstadt tout en étant promu lieutenant général et nommé commandant du 25e division grand-ducale hessoise. Après la démission de Walther Bronsart von Schellendorff à la tête du ministère de la Guerre en 1896, il lui succède comme ministre de la guerre. Un mois plus tard, en septembre, il est également nommé plénipotentiaire prussien au Conseil fédéral. Dans cette position, Goßler est promu général d'infanterie en 1899 et dans la même année il reçoit la Grand-croix avec la Couronne de l'Ordre de Frédéric et en 1901 avec la Grand-Croix de l'Ordre de la Couronne de Wurtemberg. En accord avec sa demande de démission, il est mis à disposition le 14 août 1903 à la suite du 3e régiment à pied de la Garde avec la pension légale. Goßler est mort en janvier 1927 et est enterré dans l'ancien cimetière Saint-Matthieu à Berlin.
Il est chevalier de Justice de l'Ordre de Saint-Jean.

### Famille
Goßler se marie le 31 août 1872 à Gut Gerskullen (de) avec Emma von Sperber (1848–1914), fille du propriétaire foncier Eugen von Sperber (de), maître de Gerskullen, et d'Emilie Donalitius.